# Сан Джовани ин Кроче
Сан Джова̀ни ин Кро̀че (на италиански: San Giovanni in Croce, на местен диалект: San Giuan in Crus, Сан Джуан ин Крус) е село и община в Северна Италия, провинция Кремона, регион Ломбардия. Разположено е на 28 m надморска височина. Населението на общината е 1906 души (към 2016 г.).